# NGC 1077

NGC 1077

NGC 1077 هي مجرة حلزونية تقع في كوكبة حامل رأس الغول. تم اكتشافها في 16 أغسطس 1886 من قبل لويس سويفت. وصفها بأنها «خافتة جدا وكبيرة جدا وممددة» من قبل جون لويس إميل دراير مترجم كتالوج العام الجديد.
NGC 1077 هو زوج مع مجرة أخرى تظهر على مقربة منه. هذه المجرة، NGC 1077B لديها سرعة إنحسارية 8529 كم / ثانية. وهذا مشابه لسرعة NGC 1077 المتكررة البالغة 8964 كم / ثانية، لذلك يفترض أنها ذات صلة جسديا.

## وصلات خارجية
- NGC 1077 على موقع ويكي سكاي: DSS2, SDSS, GALEX, IRAS, Hydrogen α, X-Ray, Astrophoto, Sky Map, Articles and images